# Vrata s Pil, Dubrovnik
Vrata s Pil so zahodna, najstarejša mestna vrata v Dubrovnik.
Dolga stoletja so bila glavni vhod v mesto, tako da je zaradi tega ves zahodni predel mesta pred obzidjem dobil ime Pile (grš. πύλη), kar v grščini pomeni vrata. Današnji videz mestnih vrat je iz 1537, ko je sezidan polkrožni stolp na zunanjih vratih z renesančnim lokom in kipom sv. Vlaha (sv. Blaža), zaščitnikom Dubrovnika, v bogato okrašeni niši v zidu. Do vrat se pride preko kamnitega mosta, pred samim vhodom pa je lesen dvižni most, ki so ga ob posebni slovesnosti vsak večer vzdigovali. Prvotni kamniti most je 1397 pozidal mojster Ivan iz Siene, medtem ko je kasnejši daljši most zgrajen po načrtih znanega dubrovniškega mojstra Miličevića. Novi most je premoščal globok obrambni jarek, ki so ga skopali okoli celotnega mestnega obzidja. Notranja vrata so bila sezidana v gotskem slogu leta 1460 na mestu, kjer so nekoč stala manjša mestna vrata.
Za Vrati s Pil se odpira trg Poljana Paskoja Miličevića in glavna mestna ulica Placa. Okoli trga Paskoje Miličevića je nakaj zanimivih zgradb: levo stoji cerkev sv. Odrešenja - cerkev sv. Spasa, za njo frančiškanski samostan, sredi trga se nahaja Veliki Onofrijev vodnjak, na južnem delu trga pa samostan sv. Klare.